# Vlaanderen te weer
Vlaanderen te weer is een Vlaamse, nationaalsocialistische propagandafilm. Het origineel wordt als verloren beschouwd, maar de inhoud en de productiegeschiedenis van de film werd gereconstrueerd op basis van de correspondentie tussen verscheidene betrokkenen.. Vlaanderen te weer, gebaseerd op een scenario van Ferdinand Vercnocke, werd officieel gedraaid door de firma Flandria Film van Clemens De Landtsheer, maar die laatste was slechts zijdelings betrokken, al liet hij archiefbeelden uit zijn oudere films recycleren door regisseur Frans Develter. Die laatste financierde de film met financiële steun van de DeVlag. Develter was net als zijn assistent-regisseur Michiel Wendelen een leerling van de NARAFI filmschool. NARAFI-directeur Jozef Van Dijck speelde ook een rol in de realisatie van de film. Vlaanderen te weer was klaar in juni 1943, maar werd pas voor het eerst publiek vertoond in april 1944. Hij werd enkel vertoond tijdens speciale filmvoorstellingen, dook niet op in het gewone cinemacircuit en bereikte dus slechts een beperkt publiek.